# Something to Remember
Albums de Madonna
Bedtime Stories
(1994) Evita : Music From The Motion Picture
(1996)
Something to Remember est une compilation de la chanteuse américaine Madonna, sortie le 7 novembre 1995, sous le label Maverick Records. L'album a été conçu en réponse aux critiques qui disaient que la carrière de la chanteuse était en déclin, après une période très controversée. L'album est constitué de ballades couvrant plus d'une décennie de sa carrière, incluant une version retravaillée de Love Don't Live Here Anymore et trois nouvelles chansons : You'll See, One More Chance et une reprise de Marvin Gaye, I Want You. L'album inclut également d'autres singles de la chanteuse, jamais intégrés dans un album, comme I'll Remember et This Used to Be My Playground, fournissant ainsi à Madonna une image adoucie pendant une période critique de sa carrière.
Pour la production des nouvelles chansons, Madonna a travaillé avec David Forster et Nellee Hooper, précédemment connus pour leur travail avec Barbra Streisand ou Olivia Newton-John. Madonna a déclaré que le concept de l'album était que les fans et la critique se souviennent sa contribution musicale plutôt que ses controverses médiatiques. Something to Remember est acclamé par la critique, qui met en avant la voix de Madonna et la cohésion de l'album. Il fut de plus un succès commercial, atteignant la première place en Australie, Autriche, Finlande et Italie, et se classant dans le top 10 dans les autres pays. Aux États-Unis, il s'est classé sixième au Billboard 200 et a été certifié double disque de platine pour 2 millions de ventes en novembre 1996, un an après sa sortie, puis triple platine en 2000 pour 3 millions d'exemplaires vendus. Mondialement, l'album s'est vendu à 10 millions d'exemplaires.
Quatre singles et un single promotionnel furent réalisés. Originellement prévu comme premier single, I Want You a finalement servi de single promotionnel, avec un clip réalisé par Earle Sebastian. You'll See a été le premier single extrait le 23 octobre 1995, avec une version hispanique Veras, ainsi qu'un clip réalisé par Michael Haussman, et qui fait suite à Take a Bow. Oh Father, One More Chance et Love Don't Live Here Anymore ont reçu un accueil commercial minime ; le dernier single a par la suite eu droit à un clip réalisé par Jean-Baptiste Mondino.

## Titres
| N°           | Titre                                                                      | Auteur(s)                                  | Producteur(s)                          | Durée |
| ------------ | -------------------------------------------------------------------------- | ------------------------------------------ | -------------------------------------- | ----- |
| 1.           | I Want You (avec Massive Attack)                                           | - Leon Ware - T-Boy Ross                   | Nellee Hooper                          | 6:23  |
| 2.           | I'll Remember (extrait de Avec les félicitations du jury, 1994)            | - Patrick Leonard - Madonna - Richard Page | - Madonna - Leonard                    | 4:22  |
| 3.           | Take a Bow (extrait de Bedtime Stories, 1994)                              | - Babyface - Madonna                       | - Babyface - Madonna                   | 5:21  |
| 4.           | You'll See                                                                 | - Madonna - David Foster                   | - Madonna - Foster                     | 4:38  |
| 5.           | Crazy for You (extrait de Vision Quest, 1985)                              | - John Bettis - Jon Lind                   | John "Jellybean" Benitez               | 4:02  |
| 6.           | This Used to Be My Playground (extrait de Une équipe hors du commun, 1992) | - Madonna - Shep Pettibone                 | - Madonna - Pettibone                  | 5:08  |
| 7.           | Live to Tell (extrait de True Blue, 1986)                                  | - Madonna - Leonard                        | - Madonna - Leonard                    | 5:51  |
| 8.           | Love Don't Live Here Anymore (remix; extrait de Like a Virgin, 1984)       | Miles Gregory                              | - Nile Rodgers - David Reitzas (remix) | 4:53  |
| 9.           | Something to Remember (extrait de I'm Breathless, 1990)                    | - Madonna - Leonard                        | - Madonna - Leonard                    | 5:02  |
| 10.          | Forbidden Love (extrait de Bedtime Stories, 1994)                          | - Babyface - Madonna                       | - Hooper - Madonna                     | 4:08  |
| 11.          | One More Chance                                                            | - Madonna - Foster                         | - Madonna - Foster                     | 4:27  |
| 12.          | Rain (extrait de Erotica, 1992)                                            | - Madonna - Pettibone                      | - Madonna - Pettibone                  | 5:24  |
| 13.          | Oh Father (extrait de Like a Prayer, 1989)                                 | - Madonna - Leonard                        | - Madonna - Leonard                    | 4:57  |
| 14.          | I Want You (orchestral) (avec Massive Attack)                              | - Ware - Ross                              | Hooper                                 | 6:04  |
| Durée totale |                                                                            |                                            |                                        |       |

## Remarques
Madonna vient alors concurrencer les best-sellers de cette époque comme Mariah Carey et se la joue diva romantique. La compilation contient trois inédits, You'll see, One more chance et I Want You, reprise du tube de Marvin Gaye en duo avec le groupe Massive Attack.
Something to Remember est en fait un prélude à la nouvelle transformation de Madonna en Evita, film réalisé par Alan Parker en 1996.
On note la présence sur Internet d'un inédit, I Can't Forget, non paru sur aucune édition de Something To Remember.

## Classements, volumes et certifications
Estimations  : 6 000 000
| Pays             | Meilleure position | Certification | Ventes     |
| ---------------- | ------------------ | ------------- | ---------- |
| Afrique du Sud   | —                  | Or            | 25 000     |
| Allemagne        | 2                  | Platine       | 300 000+   |
| Australie        | —                  | 4 × Platine   | 280 000+   |
| Autriche         | 1 (2 semaines)     | Platine       | 50 000+    |
| Brésil           | —                  | Or            | 100000+    |
| Canada           | —                  | 2 × Platine   | 200 000+   |
| Espagne          | —                  | Or            | 50 000     |
| États-Unis       | 6                  | 3 × Platine   | 3 000 000+ |
| Finlande         | 1 (9 semaines)     | 2 × Platine   | 100 000+   |
| France           | 9                  | Or            | 100 000    |
| Italie           | 1                  | —             | 500 000    |
| Japon            | —                  | 2 × Platine   | 500 000    |
| Mexique          | —                  | 2 × Platine   | 250 000    |
| Norvège          | 6                  | —             | —          |
| Nouvelle-Zélande | 8                  | Or            | 7 500      |
| Pays-Bas         | 19                 | Platine       | 100 000+   |
| Pologne          | —                  | Or            | 20 000+    |
| Royaume-Uni      | —                  | 3 × Platine   | 900 000+   |
| Singapour        | —                  | —             | 140 000    |
| Suède            | 3 (2 semaines)     | Platine       | 100 000+   |
| Suisse           | 3                  | Platine       | 50 000+    |

## Ventes des singles
- You'll See - 500 000
- Love Don't Live Here Anymore - 400 000
- Oh Father - 100 000
- One More Chance - 200 000